# Surf-Magazin
Das Surf-Magazin (Eigenbezeichnung surf) ist eine Sportzeitschrift, die seit 1977 im Delius Klasing Verlag erscheint. Es ist nach eigenen Angaben das größte Windsurf-Magazin der Welt. Gegründet wurde die Zeitschrift von Uli Stanciu, der im Jahr 1989 auch das Schwestermagazin Bike, Europas erstes und größtes Mountainbike-Magazin, ins Leben gerufen hat. Seit dem Jahr 2002 ist das surf-Magazin Veranstalter des Surf-Festivals. In den Jahren 2002 bis 2009 fand das Festival auf der Ostseeinsel Fehmarn statt. Von 2010 bis 2014 gastierte das Festival in Neustadt/Pelzerhaken. 2015 kehrte das Festival zurück nach Fehmarn und findet alljährlich über das Himmelfahrtswochenende statt. Von Beginn an war das Konzept der Windsurf-Veranstaltung eine Kombination aus Messe und der Möglichkeit, das neueste Surf-Material kostenlos auszuprobieren und internationale Surf-Profis hautnah zu erleben. Seit 2013 erscheint zudem im Mai das Surf-Sonderheft SUP für Fans der jungen Trendsportart Stand Up Paddling. Im Juli folgt noch eine SUP-Digitalausgabe. Windsurfen gilt als die „Mutter aller Funsportarten“ und feierte im Jahr 2017 50-jähriges Jubiläum. Auch heute hat die Sportart von ihrer Faszination und Anziehungskraft nichts verloren. Jahr für Jahr kommen rund 35.000 neue Surfer dazu (laut VDWS – Verband Deutscher Wassersport Schulen e.V.). Für Surf-Neueinsteiger hat das Magazin 2015 mit der Surf-Aufsteigerwelt einen eigenen Bereich auf surf-magazin.de eingerichtet und bringt einmal im Jahr ein 24-seitiges Aufsteiger-Special heraus, das Surfschüler kostenlos nach ihrem Surfkurs in fast allen Surfschulen bekommen.

## Auflagenentwicklung
Seit 2013 meldet der Verlag die Verkaufszahlen nicht mehr der IVW. Heute verkauft Surf rund 19.000 Hefte und erzielt eine Reichweite von 120.000 Lesern (Verlagsangabe).